# Riad Mansur
Riad H. Mansur (Ramala, 21 de mayo de 1947) es un diplomático palestino-estadounidense que desde 2005 es representante del Estado de Palestina ante la Organización de las Naciones Unidas, en calidad de observador permanente. Durante su cargo, el 29 de noviembre de 2012, Palestina fue reconocida como Estado observador no miembro de la Asamblea General de Naciones Unidas por la resolución 67/19. También es embajador no residente del Estado de Palestina en Costa Rica y República Dominicana.

## Biografía

### Primeros años y estudios
Nació en 1947 en una familia de refugiados palestinos que vivía en Ramala. Tiene un doctorado en consejería de la Universidad de Akron, una Maestría en Ciencias en Educación y Consejería, y una Licenciatura en Filosofía de la Universidad Estatal de Youngstown. En 2002, fue profesor adjunto en el Departamento de Ciencias Políticas de la Universidad de Florida Central.

### Carrera diplomática
Se desempeñó como Observador Permanente Adjunto de la Organización para la Liberación de Palestina ante las Naciones Unidas de 1983 a 1994. En 2005, el presidente de la Autoridad Nacional Palestina Mahmud Abás lo nombró para suceder a Nasser al-Qudwa como Observador Permanente de Palestina ante la ONU.
En 2008, Costa Rica reconoció al Estado Palestino y en 2009, Mansur fue acreditado como el primer embajador. En octubre de 2011, el presidente palestino Abás realizó una visita oficial en la República Dominicana, anunciando la instalación de una embajada «intinerante».